# Теория струн типа II
Теория струн типа II — класс теорий струн, описывающих две из пяти последовательных теории суперструн в десяти измерениях, включающий теорию струн типа IIA и теорию струн типа IIB. Обе теории обладают максимальным количеством суперсимметрий — 32 суперзарядами в десяти измерениях, обе основаны на ориентированных закрытых струнах. На мировом листе они отличаются только выбором проекции GSO. В конце 1980-х годов установлено, что теория типа IIA связана с теорией типа IIB T-дуальностью.

## Теория струн типа IIA
При низких энергиях теория струн типа IIA описывается типом IIA теории супергравитации в десяти измерениях, которая не является хиральной теорией (то есть симметричной слева направо) с {\displaystyle (1,1)d=10}-суперсимметрия; тот факт, что аномалии в этой теории отсутствуют, поэтому тривиален.
В 1990-х годах Эдвардом Виттеном было показано (опираясь на предыдущие идеи Майкла Даффа, Пола Таунсенда и других), что предел теории струн типа IIA, в которой связь струн стремится к бесконечности, становится новой 11-мерной теорией, которая называется М-теорией.
Математический аппарат теории струн типа IIA относится к симплектической топологии и алгебраической геометрии, в частности инварианту Громова – Виттена.

## Теория струн типа IIB
При низких энергиях теория струн типа IIB описывается супергравитацией типа IIB в десяти измерениях, которая представляет собой хиральную теорию (асимметричную слева направо) с суперсимметрией {\displaystyle (2,0)d=10}; тот факт, что аномалии в этой теории отменяются, поэтому нетривиален.
В 1990-х годах установлено, что теория струн типа IIB с константой сильной связи {\displaystyle g} эквивалентна той же теории со связью {\displaystyle 1/g} (S-дуальность).
Ориентированность теории струн типа IIB приводит к теории струн типа I.
Математический аппарат теории струн типа IIB относится к алгебраической геометрии, в частности теории деформаций сложных структур, первоначально изученных Кунихико Кодайра и Дональд Спенсер.
В 1997 году Хуан Малдасена привёл некоторые аргументы, указывающие на то, что теория струн типа IIB эквивалентна суперсимметричной теории Янга — Миллса с четырьмя суперсимметриями в пределе Хоофта; наблюдение стало исторически первым проявлением АдС/КТП-соответствия.